# ویلیان لیما
ویلیان لیما (پرتغالی: Willian Lima؛ زادهٔ ۳۱ ژانویهٔ ۲۰۰۰) جودوکار اهل برزیل است.